# Rembrandt Flores
Rembrandt Adán Flores Bonilla (Tegucigalpa, Honduras, 12 de mayo de 1997) es un futbolista hondureño. Juega en la posición de centrocampista, y actualmente milita en el Juticalpa F. C. de la Liga Nacional de Honduras.
Es sobrino de la periodista deportiva de Telemundo Ana Jurka.

## Trayectoria

### Olimpia
Se formó en las reservas del Club Deportivo Olimpia, exactamente con FBO (Fuerzas Básicas Olimpistas). En el año 2012, y a petición del entrenador argentino Danilo Javier Tosello, Flores fue ascendido al plantel de primera división del Olimpia donde está jugando en la actualidad. Estando ahí, ha logrado conseguir cuatro títulos de la liga nacional: el Clausura 2012, Apertura 2012, Clausura 2013 y Clausura 2014. Es referido como una de las grandes promesas en el mediocampo del Club Deportivo Olimpia a futuro.
En 2015 estuvo a prueba en el Fútbol de Dinamarca, en el Club FC Midtjylland donde permaneció por 14 días.

## Selección nacional
Ha sido internacional con la Selección de fútbol de Honduras, con la que ha participado en categorías sub-17 y sub-20.
En octubre y noviembre de 2013 disputó la Copa Mundial de Fútbol Sub-17 de 2013 en Emiratos Árabes Unidos, donde su selección llegó hasta las instancias de cuartos de final, cayendo eliminados ante Suecia. En ese torneo anotó un gol en el empate 2-2 ante Eslovaquia. 
En mayo de 2014 fue convocado a la selección sub-20.

### Participaciones en Copas del Mundo
| Mundial                               | Sede                   | Resultado        |
| ------------------------------------- | ---------------------- | ---------------- |
| Copa Mundial de Fútbol Sub-17 de 2013 | Emiratos Árabes Unidos | Cuartos de final |

## Clubes
| Club          | País     | Año         |
| ------------- | -------- | ----------- |
| Olimpia       | Honduras | 2012 - 2018 |
| Real de Minas | Honduras | 2018 - 2021 |
| Lobos UPNFM   | Honduras | 2021 - 2022 |
| Vida          | Honduras | 2022 - 2023 |
| Lobos UPNFM   | Honduras | 2023 - 2024 |
| Juticalpa     | Honduras | 2024 -      |

## Palmarés

### Campeonatos nacionales
| Título                    | Club                   | País     | Año           |
| ------------------------- | ---------------------- | -------- | ------------- |
| Liga Nacional de Honduras | Club Deportivo Olimpia | Honduras | Apertura 2012 |
| Liga Nacional de Honduras | Club Deportivo Olimpia | Honduras | Clausura 2013 |
| Liga Nacional de Honduras | Club Deportivo Olimpia | Honduras | Clausura 2014 |
| Liga Nacional de Honduras | Club Deportivo Olimpia | Honduras | Apertura 2019 |